# Барцрашен (Ширак)
Барцрашен  или Бардзрашен (арм. Բարձրաշեն) — село в Армении. Находится в Ширакской области.
Вместе с селом селом Исаакян составляет общину Исаакян.